# Караузий
Марк Аврелий Караузий (на латински: Marcus Aurelius Mausaeus Carausius), познат като Караузий, е претендент за трона на римските императори, узурпирал властта в Римска Британия и Северна Галия. Родом от западна Батавия той е морски командир по времето на императорите Диоклециан и Максимиан Херкулий. Заподозрян в корупция и сътрудничество с варварите през 286 г. , Караузий се обявява срещу Максимин и е подкрепен за император от северния флот, три легиона в Британия и един в Галия.
Караузий установява столицата си в Лондиниум, Лондон, опитва се да спечели популярност с пропагандното си монетосечене, и макар да има някои първоначални успехи, той не успява да спечели сериозна подкрепа извън Британия. След пораженията му срещу Констанций Хлор, Караузий е убит от своя финансов министър Алект.